# Fistola

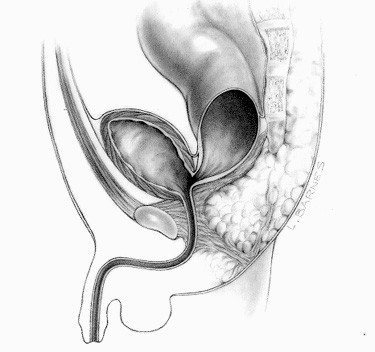
Fistola retto vescicale

Per fistola (pronuncia: /ˈfistola/; latino fistula da findere, fendere) si intende una comunicazione patologica, di forma tubulare, tra due strutture o tra due cavità dell'organismo o tra esse e l'esterno. Possono coinvolgere praticamente tutti gli organi del corpo e si formano con meccanismo patogenetico diverso.

## Classificazione

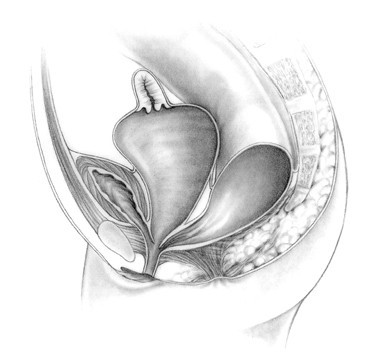
Fistola retto vescicale vaginale (la vagina è dilatata)

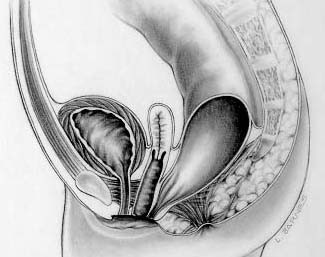
Fistola rettale, che termina nell'apparato genitale femminile esterno

Le fistole possono essere a seconda della loro posizione:
- interne, quando mettono in comunicazione due cavità interne;
- esterne, quando mettono in comunicazione una cavità con l'esterno.

A seconda della loro struttura, possono essere:
- complete, quando sono una comunicazione tra due cavità;
- incomplete, quando non è ancora una vera comunicazione.

Ancora relativamente alla struttura, si considerano:
- uniche o semplici, quando si ha un unico canale di comunicazione;
- multiple o ramificate o pluri-orifiziali, quando si diramano in più canali.

## Eziopatogenesi
In genere sono dovute ad un processo infiammatorio complicato da una infezione ascessualizzata. L'infiammazione tende a coinvolgere le strutture circostanti creando delle aderenze tra i tessuti. L'ascesso ha tendenza a rompersi per svuotarsi del pus che contiene e che fuoriesce creando un tragitto tubuliforme che percorre le varie strutture coinvolte dalla infiammazione e che viene chiamato appunto fistola. La fistola può essere interna all'organismo o esterna se sbuca sulla cute.
La fistola tende a diventare cronica quando continua ad essere alimentata:
- per la persistenza della infezione che l'ha determinata e che continua a produrre pus e materiali infiammatori;
- perché, anche se la causa iniziale è regredita, nella fistola continuano a passare sostanze biologiche presenti nell'organo fistolizzato: saliva, urine, materiale fecale.

In altre circostanze, anche se ha scarsa tendenza a farlo, può guarire. In questi casi alla fistola si sostituisce un tessuto fibroso di tipo cicatriziale che tende a chiuderla completamente o altre volte parzialmente. Ciò spiega perché le fistole vengono distinte in complete ed incomplete ed in quest'ultimo caso, restando pervie da un lato o dall'altro, vengono dette cieche interne o esterne.
In alcuni casi il processo che ha determinato la formazione della fistola può ripetersi. Il pus presente in questo nuovo ascesso può seguire una nuova strada creando una nuova fistola o percorrere la fistola precedente seguendone l'intero percorso o abbandonandolo per sbucare in un altro punto. È questo il meccanismo che spiega perché le fistole possono essere uniche o multiple, semplici o ramificate ed in questo caso pluri-orifiziali.
In seguito a una difficoltosa evacuazione o rapporti sessuali anali la fistola può rompersi spurgando sotto forma di sangue e pus misto a batteri di colore scuro e maleodorante, molto simile a feci liquide, in tal caso viene trattata con antibiotici semplici via orale e frequenti lavaggi interni senza necessitare di interventi chirurgici drenanti.

## Quadri clinici
Le fistole possono interessare tutti i distretti dell'organismo e coinvolgerne praticamente tutte le strutture. Tra le più frequenti le:
- fistole ano-rettali che mettono in comunicazione il canale anale o più raramente quello rettale con la cute perineale. Conseguono agli ascessi ano rettali;
- fistole sacro-coccigee che mettono in comunicazione una cisti pilonidale (così detta perché di solito piena di peli incarnati) posta nel sottocute di quella regione con l'esterno. Sono dovute alla ascessualizzazione della cisti; fenomeno recidivante e responsabile della molteplicità dei tragitti e degli orifizi fistolosi;
- fistole colecisto-duodenali o colecisto-coliche in cui la colecisti, piena di calcoli ed infiammata, aderisce al duodeno o al colon e perforandosi determina la formazione di un tragitto attraverso il quale possono migrare i calcoli che saranno espulsi con le feci;
- fistole entero-enteriche, retto-vescicali, retto-vaginali ecc., quando si formano tra intestino ed intestino o tra retto e vescica o retto e vagina. Tra le cause più frequenti di queste fistole le malattie infiammatorie gravi come la malattia di Crohn o i tumori maligni o cicli di radioterapia locale.

Altre volte hanno natura congenita come nel caso delle fistole esofago-bronchiali, artero-venose o delle fistole da cisti del collo o tiroidee.
Ancora possono conseguire ad eventi traumatici come nel caso di alcune fistole artero-venose. Nel caso di ferite da arma bianca penetranti in addome era possibile, nel passato, vedere le cosiddette fistole stercoracee dovute ad un meccanismo patogenetico complesso per cui l'intestino perforato rapidamente formava aderenze saldandosi alla parete addominale in cui era presente il foro d'entrata. Ciò deviava all'esterno il contenuto intestinale, fortemente settico ed inquinante, impedendo che si versasse in cavità addominale procurando una peritonite mortale. Questi casi, piuttosto frequenti per motivi bellici o per la pratica dei duelli, in un passato anche recente, almeno fino alla fine del XIX secolo, non venivano trattati perché la mancanza dell'anestesia e l'impossibilità di combattere l'infezione rendevano impossibile e fatale ogni intervento chirurgico portato all'interno dell'addome.

## Terapia
Oggi l'intervento di asportazione di una fistola, che pone vari gradi di difficoltà legati alla sede ed agli organi coinvolti, prende il nome di fistolectomia; nel caso essa venga semplicemente aperta e messa a piatto si parla di fistolotomia. In alcune circostanze infine può essere richiesto alla chirurgia di creare una fistola. È il caso dell'emodialisi in cui viene creata una fistola artero-venosa che consenta l'accesso vascolare.
L'operazione è consigliata solo in alcuni casi, dato che il successo dell'operazione si attesta nel 60% per la prima operazione (la fistola si può ripresentare), ma si avvicina al 100% qualora ci si sottoponga a più interventi.
A volte risulta necessario l'utilizzo del "setone" (I tempo chirurgico), un filo che scorre nella fistola completa, in modo da garantirne una maggiore pulizia e prepararla all'operazione chirurgica (II tempo).

## Fistola chirurgica

Fistola chirurgica

In soggetti nefropatici cronici, sottoposti alla terapia di emodialisi extracorporea, viene usualmente confezionata una fistola artero-venosa anastomizzando a livello del terzo medio dell'avambraccio la vena cefalica con l'arteria radiale. Questa fistola è chiamata di Cimino-Brescia. Tramite questo intervento, il vaso venoso si trova sottoposto alla pressione arteriosa e si dilata sensibilmente, consentendo un flusso di portata più ampia nel circuito extracorporeo e un ulteriore irrobustimento per essere punta più volte a settimana per anni.